# 台湾薹草
台湾薹草（学名：Carex bilateralis），又名短葉二柱薹，为莎草科薹草属下的一个种，是台灣的特有植物。分布于台灣本島，生长于海拔1,800米至2,000米的地区，一般生长在林下和山坡湿处。